# مونتاجنانا
مونتانيانا هي مدينة وبلدية تقع في مقاطعة بادوفا بمنطقة فينيتو شمال إيطاليا. تُجاورها بلديات بورغو فينيتو وكازالي دي سكودوسيا وأوربانا وبيفيلاكوا وبويانا ماجيوري وبرسانا ومينيربي وروفيريدو دي غوا. اعتباراً من عام 2017، يبلغ عدد سكان مونتانيانا 9120 نسمة. وقد حصلت المدينة على الراية البرتقالية وتعتبر واحدة من أجمل القرى في إيطاليا (I Borghi più belli d'Italia).

## المعالم الرئيسية
- أسوار المدينة: تُعد واحدة من أفضل الأمثلة المحفوظة للأسوار في العصور الوسطى في أوروبا.
- قلعة سان زينو: بُنيت على يد إيتسلينو الثالث دا رومانو. وتوجد قلعة أخرى تُدعى روكا ديغلي ألبيري، بُنيت على يد عائلة كاراريزي في الفترة بين 1360 و1362.
- كاتدرائية سانتا ماريا أسونتا: كاتدرائية على الطراز القوطي (1431–1502) مع إضافات عصر النهضة. يشمل الداخل تجلياً لـ بولو فيرونيز وجداريات جوديث وداود، والتي تُنسب مؤخراً إلى جيورجيوني.
- قصر ماغنافين-فوراتّي: بأسلوب قوطي-فينيسي.
- دار البلدية: (1532).

## الأسوار القديمة
تم بناء الأسوار التي تحيط بمونتانيانا في القرن الحادي عشر لحماية المدينة. يبلغ طولها 2 كيلومتر ويختلف ارتفاعها بين 6.5 و8 أمتار. الأسوار الحالية تعود إلى منتصف القرن الرابع عشر وهي واحدة من أرقى الأمثلة على العمارة العسكرية في العصور الوسطى في أوروبا. تطوق المدينة بشكل رباعي غير منتظم بطول حوالي 600x300 متر، وتغطي مساحة 24 هكتاراً، ويبلغ محيطها حوالي كيلومترين. يتراوح ارتفاع الأسوار بين 6.5 و8 أمتار، وسماكتها بين 96 و100 سم.

## روكا ديغلي ألبيري
توجد روكا ديغلي ألبيري في الغرب وتطل على الوادي، بُنيت من قبل عائلة كاراريزي في الفترة بين 1360-62 لأغراض عسكرية بحتة. كان بها نظام دفاعي معقد ويتضمن عدة بوابات وجسور متحركة.

## قصر سان زينو
تم بناء قصر سان زينو في القرن الثالث عشر من قبل إيتسلينو الثالث دا رومانو. تبلغ أبعاده 46x26 متراً ويحتوي على فناء واسع داخلي. يضم البرج المجاور الذي يبلغ ارتفاعه حوالي 40 متراً نقطة مراقبة مميزة.

## باليو دي 10 كوموني
يقام مهرجان باليو دي 10 كوموني بمونتانيانا في أول يوم أحد من شهر سبتمبر سنوياً لإحياء ذكرى تحرير المدينة من طغيان إيتسلينو الثالث دا رومانو. يشمل السباق جولتين نهائيتين بمشاركة فرسان على ظهور خيول بدون سرج.

## الثقافة
وُلد في مونتانيانا اثنان من أعظم مغنيي الأوبرا في القرن العشرين، جيوفاني مارتينيلي وأورليانو بيرتيله، عام 1885.

## المطبخ والمأكولات
تشتهر مونتانيانا بالـبروسكيتو. ويُقام في منتصف مايو مهرجان يتضمن مؤتمرات وتذوق يجذب آلاف الزوار.